# Ceratopsidae
Los ceratópsidos (Ceratopsidae) son una familia que incluye a todos los dinosaurios con cuernos. Este fue un grupo de dinosaurios muy exitoso, aunque su historia es corta. La mayor parte de los ceratópsidos vivió a finales del período Cretácico, el último de la era de los dinosaurios; no obstante, fueron muy comunes y aparecieron docenas de especies. A pesar de los muchos tipos de ceratópsidos, solo se han hallado en América del Norte y Asia. La familia Ceratopsidae no puede dividirse fácilmente, pero muchos paleontólogos creen que hubo dos grupos de ceratópsidos de collar corto (Avaceratops, Brachyceratops, Monoclonius, Pachyrhinosaurus y Styracosaurus) y el de los de collar grande (Triceratops, Anchiceratops, Chasmosaurus, Pentaceratops y Torosaurus). Las formas de collar grande eran al parecer más evolucionadas en general que las de collar corta y surgieron un poco más tarde en el Cretácico Tardío precisamente antes de que terminara la era de los dinosaurios.
Todos los ceratópsidos tenían cuernos en la nariz y sobre los ojos, así como un collar óseo en la parte de atrás de la cabeza, sobre el cuello. Las formas primitivas como el psitacosaurios y el protocerátopos tenían solo protuberancias óseas en lugar de cuernos y collares más pequeños, y representan un estado evolutivo temprano.
La otra característica obvia de los ceratópsidos fue el pico óseo curvo de la mandíbula superior, que les permitía arrancar ramas de hojas resistentes.

## Descripción
Los ceratópsidos se diferenciaron de otros neoceratopsianos más basales, por la presencia de grandes volantes en la nuca y de cuernos definidos. La boca tenía un fuerte pico y dientes desmenuzadores atrás. Todos fueron cuadrúpedos y de mayor tamaño que las formas asiáticas.

## Historia

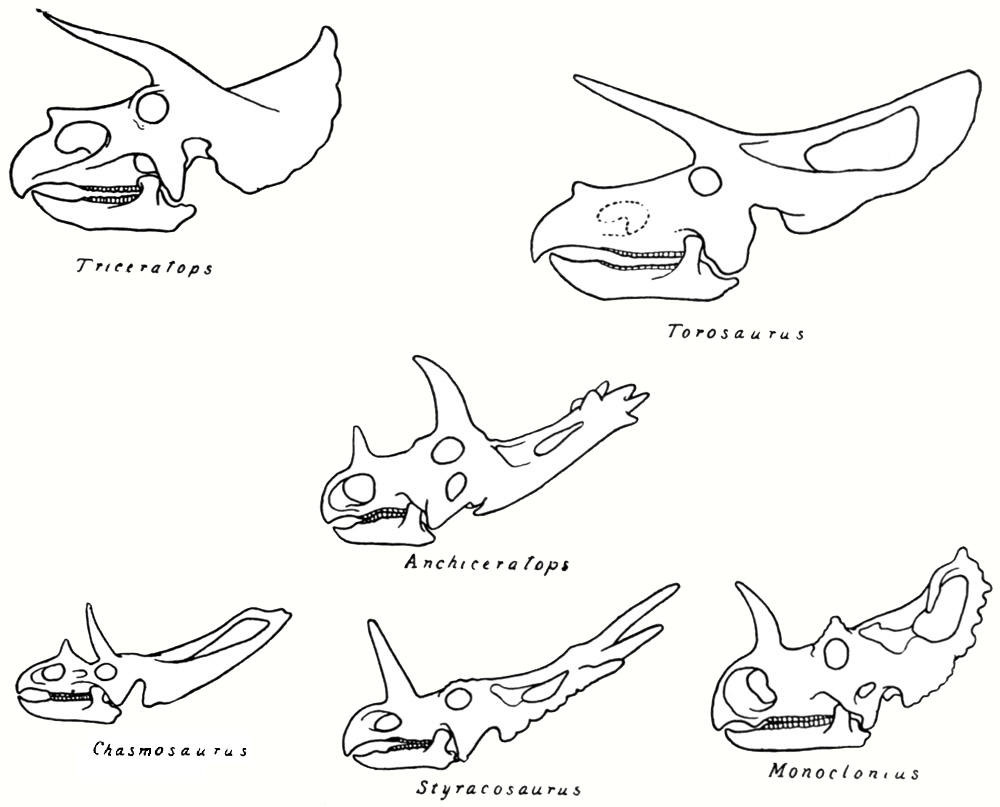
Ilustración de cráneos de ceratópsidos.

Los primeros dinosaurios ceratópsidos astados, más voluminosos que los protoceratópsidos, fueron descubiertos por Ferdinand Hayden en 1855, durante un reconocimiento geológico del Misuri Superior, en los alrededores de la desembocadura del río Judith, Montana. Entre los fósiles recogidos, bastante rotos y fragmentarios, había algunos dientes que se distinguían por su raíz doble y que más tarde fueron atribuidos al género Monoclonius ("vástago único"). La descripción de estos primeros restos estuvo a cargo de Joseph Leidy, tras estos informes iniciales, no se hallaron más restos importantes de ceratópsidos hasta 1872. Esta vez el descubrimiento se dio durante la construcción de la estación Black Buttes del ferrocarril Union Pacific, a unos 80 km del río Green, Wyoming. Como era habitual, los restos del nuevo dinosaurio –al que Edward Cope denominó Agathaumas ("maravilloso")- eran muy incompletos: había vértebras, huesos de las patas y otros fragmentos, pero ninguna pieza clara respecto a la verdadera identidad de estos dinosaurios. Cope y sus asistentes lograron recoger una gran cantidad considerable de restos en Colorado, Alberta y Montana, pero ninguno se hallaba en un estado de conservación que permitiera extraer algún dato nuevo. Hoy podemos identificarlos como huesos de ceratópsidos. La solución del misterio llegó por intermedio de Othniel Charles Marsh, el gran rival de Cope, aunque el mismo Marsh quedó perplejo ante los primeros restos que le mostraron: un par de enormes núcleos óseos de cuernos descubiertos por George L. Cannon en 1887 en Green Mountain Creek, cerca de Denver, Colorado, y remitidos por un geólogo que trabajaba para el gobierno. Al principio creyó que pertenecían a una variedad de bisonte extinta: los llamó Bison alticornis ("bisonte o búfalo de cuernos altos") y sugirió que su extinción databa de fecha relativamente reciente. Se equivocaba: tiempo después este espécimen pasó a denominarse Triceratops alticornis ("rostro tricorne de cuernos altos"). En 1888 un ranchero de Niobrara County, Wyoming, le enseñó un enorme cuerno a John Bell Hatcher, otro coleccionista de huesos de dinosaurios que llegaría a convertirse en una autoridad mundial de ceratópsidos y otros dinosaurios. Hatcher se lo mostró a Marsh, que le hizo volver de inmediato a Niobrara County en busca del resto de la osamenta. Por extraordinario que parezca, así lo hizo Hatcher y con habilidad, puesto que al año siguiente regresó con un cráneo que pesaba más de una tonelada; lo clasificaron bajo el nombre de Triceratops horridus ("horrible rostro tricorne"). Desde 1889 hasta 1892, Hatcher se dedicó a recoger restos de dinosaurios en Niobrara County; descubrió más de treinta cráneos y esqueletos de ceratópsidos completos o fragmentarios, que envió en su totalidad a Marsh, hoy se exhiben o se conservan en el Museo Peabody de la Universidad de Yale o el Museo Nacional de Historia Natural de Washington.
Los descubrimientos de ceratópsidos de América del Norte se prolongaron más allá de esos años de frenética actividad, espoleada por la rivalidad entre Cope y Marsh, en el periodo de 1909-1916 Barnum Brown y la familia Stenberg (integrada por Charles Hazelius Stenberg y sus hijos Charles, George y Levi) recogieron algunos restos notables a lo largo del río Red Deer, Canadá , recolectando fósiles muy notables.
El capítulo siguiente en la historia del descubrimiento de los ceratópsidos empieza en la década de 1920 y se prolonga hasta el presente, con algunas interrupciones; su centro es Asia, más que América del Norte. Comienzos de los años veinte, surgió entre los científicos norteamericanos un vivo interés por los fósiles de Asia central, por una teoría en boga según la cual en esa región se hallarían los antepasados del hombre. En colaboración con el gobierno mongol, una gran expedición que abarcó varias temporadas (1922-1925) y diversas zonas de Mongolia cuya finalidad era trazar mapas y recoger fósiles se encontraron diversos especies de dinosaurios pero el más notable para los científicos en busca de ceratópsidos fue el Protoceratops ya descrito; recogieron más de cien especímenes muchos de ellos completos, desde diminutas criaturas recién salidas del cascarón hasta adultos, fue notable el descubrimiento huevos de Oviraptor y los restos de un Tarbosaurus.
Poco después de la Segunda Guerra Mundial se reanudaron las expediciones a Mongolia esta vez por cuenta de los rusos en las décadas de 1960 y 1970, así pues los ceratópsidos continúan despertando gran interés y atención
Ceratopsia fue definidido por Peter Dodson y más tarde, en 1998, por Paul Sereno, proporcionando, ambos autores, definiciones similares.

## Sistemática
Ceratopsidae se define como el clado menos inclusivo que contiene al Triceratops horridus (Marsh, 1889) y al Centrosaurus apertus (Lambe, 1904).

### Taxonomía
- Familia Ceratopsidae
  - Subfamilia Centrosaurinae

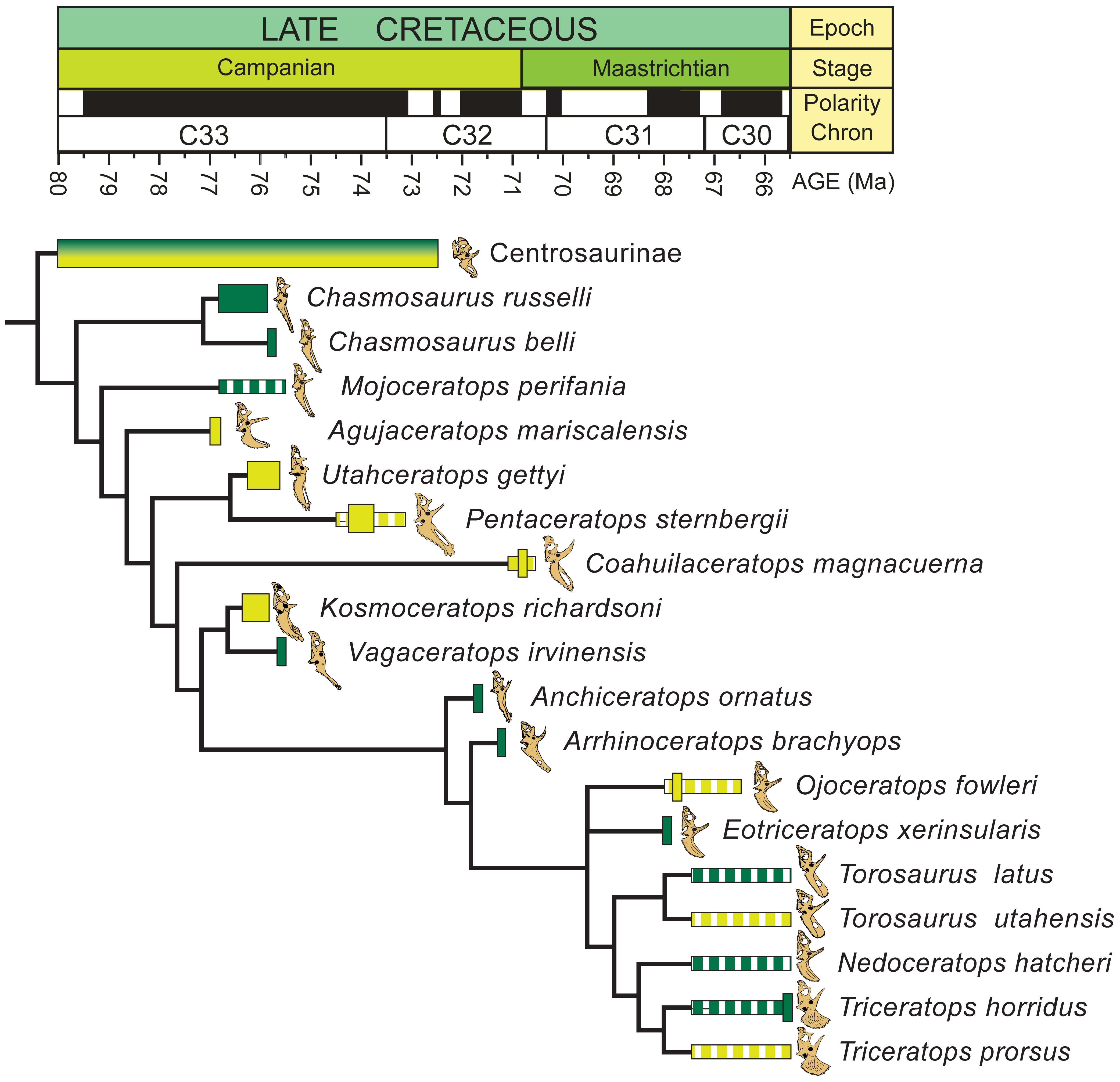
Filogenia de Ceratopsidae según Sampson et al. (2010).

    - Albertaceratops - (Alberta, Canadá & ¿Montana?, Estados Unidos)
    - Brachyceratops - (Montana, EE. UU. & Alberta, Canadá)
    - Centrosaurus - (Alberta, Canadá)
    - Coronosaurus - (Alberta, Canadá)
    - Diabloceratops - (Utah, EE. UU.)
    - Monoclonius - (Montana, EE. UU. & Alberta, Canadá)
    - Machairoceratops - (Utah, EE. UU.)
    - Spinops - (Alberta, Canadá)
    - Styracosaurus - (Alberta, Canadá & Montana, EE. UU.)
    - Xenoceratops - (Alberta, Canadá)
    - Tribu Nasutoceratopsini
      - Avaceratops - (Montana, EE. UU.)
      - Nasutoceratops - (Utah, EE. UU.)
      - Yehuecauhceratops - (Coahuila, México)

    - Tribu Pachyrhinosaurini
      - Achelousaurus - (Montana, EE. UU.)
      - Einiosaurus - (Montana, EE. UU.)

    - Pachyrhinosaurus- (Alberta, Canadá & Alaska, EE. UU.)
    - Rubeosaurus - (Montana, EE. UU.)
    - Sinoceratops - (Shandong, China)
    - Wendiceratops - (Alberta, Canadá)

  - Subfamilia Ceratopsinae
    - Ceratops - (Montana, EE. UU. & Alberta, Canadá)

  - Subfamilia Chasmosaurinae
    - Agathaumas - (Wyoming, EE. UU.)
    - Agujaceratops - (Texas, EE. UU.)
    - Anchiceratops  - (Alberta, Canadá)
    - Arrhinoceratops  - (Alberta, Canadá)
    - Bisticeratops - (Nuevo México, EE. UU)
    - Bravoceratops - (Texas, EE. UU.)
    - Chasmosaurus - (Alberta, Canadá)
    - Coahuilaceratops - (Coahuila, México)
    -  ? Dysganus - (Montana, EE. UU.)
    - Judiceratops - (Montana, EE. UU.)
    - Kosmoceratops - (Utah, EE. UU.)
    - Medusaceratops - (Montana, EE. UU.)
    - Mercuriceratops - (Montana, EE. UU. & Alberta, Canadá)
    - Mojoceratops - (Alberta & Saskatchewan, Canadá)
    - Pentaceratops - (Nuevo México, EE. UU.)
    -  ? Polyonax - (Colorado, EE. UU.)
    - Spiclypeus - (Montana, EE. UU.)
    -  ? Turanoceratops - (Uzbekistán)
    - Utahceratops - (Utah, EE. UU.)
    - Vagaceratops - (Alberta, Canadá)
    - Tribu Triceratopsini
      - Eotriceratops - (Alberta, Canadá)
      - Ojoceratops - (Nuevo México, EE. UU.)
      - Regaliceratops - (Alberta, Canadá)
      - Tatankaceratops - (Dakota del Sur, EE. UU.)
      - Titanoceratops - (Nuevo México, EE. UU.)
      - Torosaurus - (Wyoming, Montana, Dakota del Sur, Dakota del Norte, & Utah, EE. UU. & Saskatchewan, Canadá)
      - Triceratops - (Montana & Wyoming, EE. UU. & Saskatchewan & Alberta, Canadá)
      - Navajoceratops -(Nuevo México, EE. UU.)

### Centrosaurinae
Los centrosaurinos se caracterizaban por tener un largo cuerno nasal y dos pequeños o simplemente esbozos de cuernos sobre los ojos. Además tenían golas cortas y rectangulares con espinas elaboradas en los bordes. Estos cuernos y volantes muestran una variación notable y son los medios principales para reconocer las distintas especies. Los huesos escamosos son cortos y nunca alcanzan el extremo del volante. Por lo general, son menores que los ceratopsinos. Se han encontrado grandes acumulaciones de huesos, por lo que se piensa que vivieron en grandes manadas. 
Centrosaurinae se define como el clado más inclusivo que contiene al Centrosaurus apertus (Lambe, 1904) pero no al Triceratops horridus (Marsh, 1889). La subfamilia Centrosaurinae estaba compuesta por dos tribus, Centrosaurini y Pachyrhinosaurini, las cuales se diferenciaban por los cuernos nasales, que en los centrosaurínidos eran largos, mientras que en los paquirrinosaurínidos eran gruesos y con una gran base.

### Chasmosaurinae
Los ceratopsinos presentaban dos largos cuernos supraorbitales y uno nasal de menor tamaño. Además, golas largas y de forma triangular con un hueso escamoso que llegaba hasta el extremo. Eran más grandes que los centrosaurinos y no se han encontrado acumulaciones de huesos.
Ceratopsinae se define como el clado más inclusivo que contiene al Triceratops horridus (Marsh, 1889) pero no al Centrosaurus apertus (Lambe, 1904).

## Paleobiología

### Comportamiento

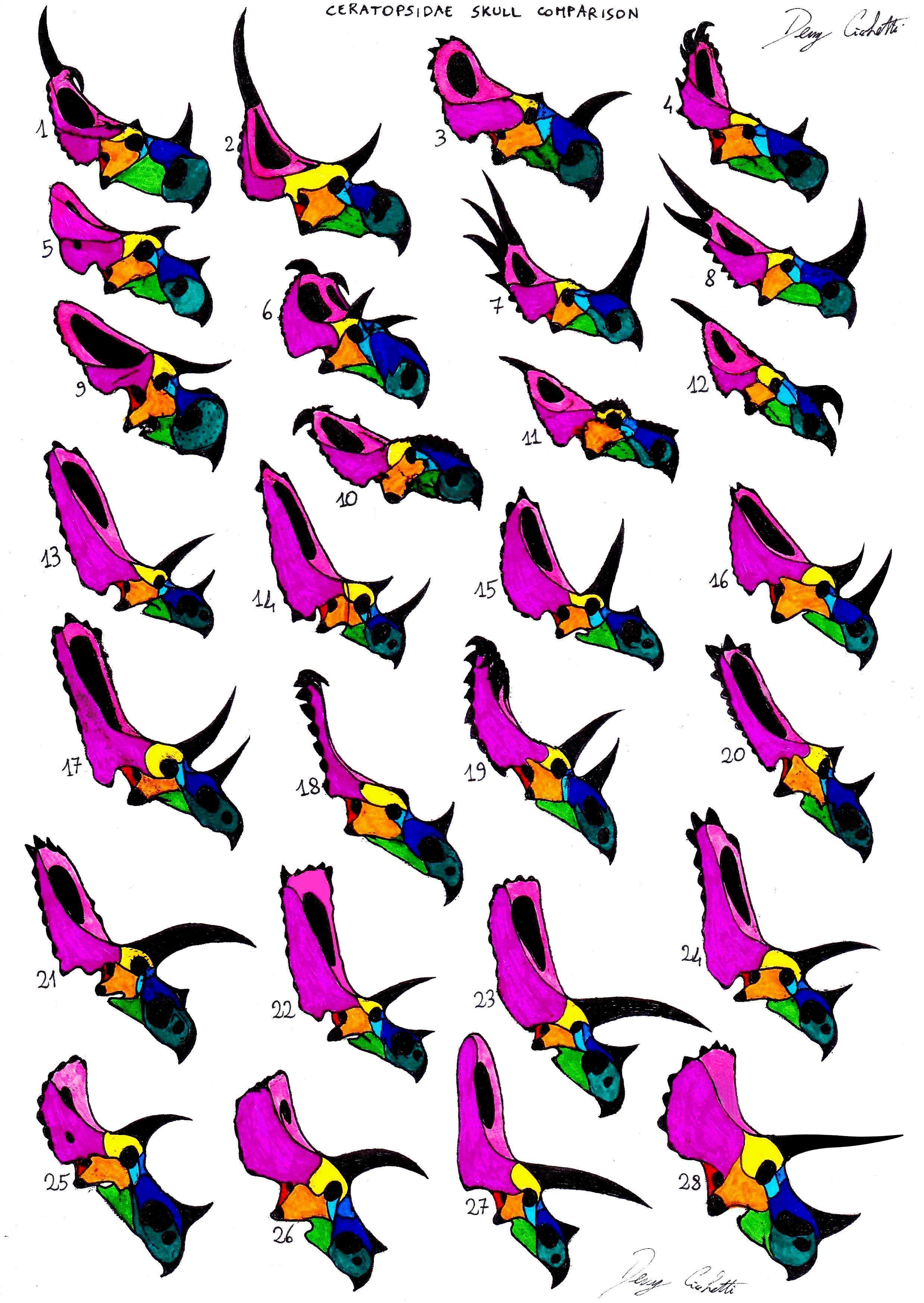
Comparación entre los cráneos de varios ceratópsidos, tanto centrosaurinos como ceratopsinos, mostrando la diversificación entre la forma y tamaño de sus cuernos y volantes.

Los depósitos de fósiles dominados por un gran número de ceratópsidos de especies individuales sugieren que estos animales mostraban un comportamiento social al menos en cierto grado. Sin embargo, la naturaleza exacta del comportamiento social de ceratopsidae  ha sido históricamente controvertida. En 1997, Lehman argumentó que las agrupaciones de muchos individuos preservados en las camas de huesos se originaron como "infestaciones" locales y las compararó con acontecimientos modernos similares en cocodrilos y tortugas. Otros autores, como Scott D. Sampson, interpretan estos depósitos como los restos de grandes rebaños "socialmente complejos".
Los animales modernos que utilizan señales de apareamiento tan prominentes como los cuernos y volantes de los ceratopsianos tienden a formar este tipo de asociaciones grandes e intrincadas. Sampson encontró en estudios previos que los ceratópsidos centrosaurinos no adquirían señales de apareamiento totalmente desarrolladas casi hasta llegar a su desarrollo adulto. Encuentra coincidencias entre el lento crecimiento de las señales de apareamiento en los centrosaurinos y la adolescencia extendida de los animales cuyas estructuras sociales se clasifican en jerarquías basadas en las diferencias de edad. En este tipo de grupos, los machos jóvenes suelen alcanzar la madurez sexual varios años antes de comenzar a reproducirse, cuando sus señales de apareamiento están más desarrolladas. Las hembras, por el contrario, no tienen una adolescencia tan extendida. 
Otros investigadores que apoyan la idea de rebaños de ceratópsidos han propuesto que estas asociaciones eran estacionales. Esta hipótesis describe a los ceratópsidos viviendo en pequeños grupos cerca de las costas durante la estación de lluvias y en el interior con el inicio de la estación seca. El apoyo a la idea de que los ceratópsidos formaron manadas en el interior proviene de la mayor abundancia de huesos en depósitos interiores que en los costeros. La migración de ceratópsidos lejos de las costas pudo haber representado un movimiento a las zonas de anidación. Muchos rebaños de animales africanos se involucran en este tipo de pastoreo estacional en la actualidad. Los rebaños también habrían ofrecido algún nivel de protección contra los principales depredadores de los ceratópsidos, los tiranosáuridos.

### Dieta
Los ceratópsidos se adaptaron al procesamiento de vegetales de alta fibra con sus baterías dentales altamente derivadas. es posible que utilizasen la fermentación para descomponer el material vegetal con ayuda de una microflora intestinal. Mallon et al. (2013) examinó la coexistencia de herbívoros en el continente insular de Laramidia, durante el Cretácico Superior. Se llegó a la conclusión de que los ceratópsidos se restringían generalmente a la alimentarse de la vegetación con una altura inferior a 1 metro.

### Dimorfismo sexual

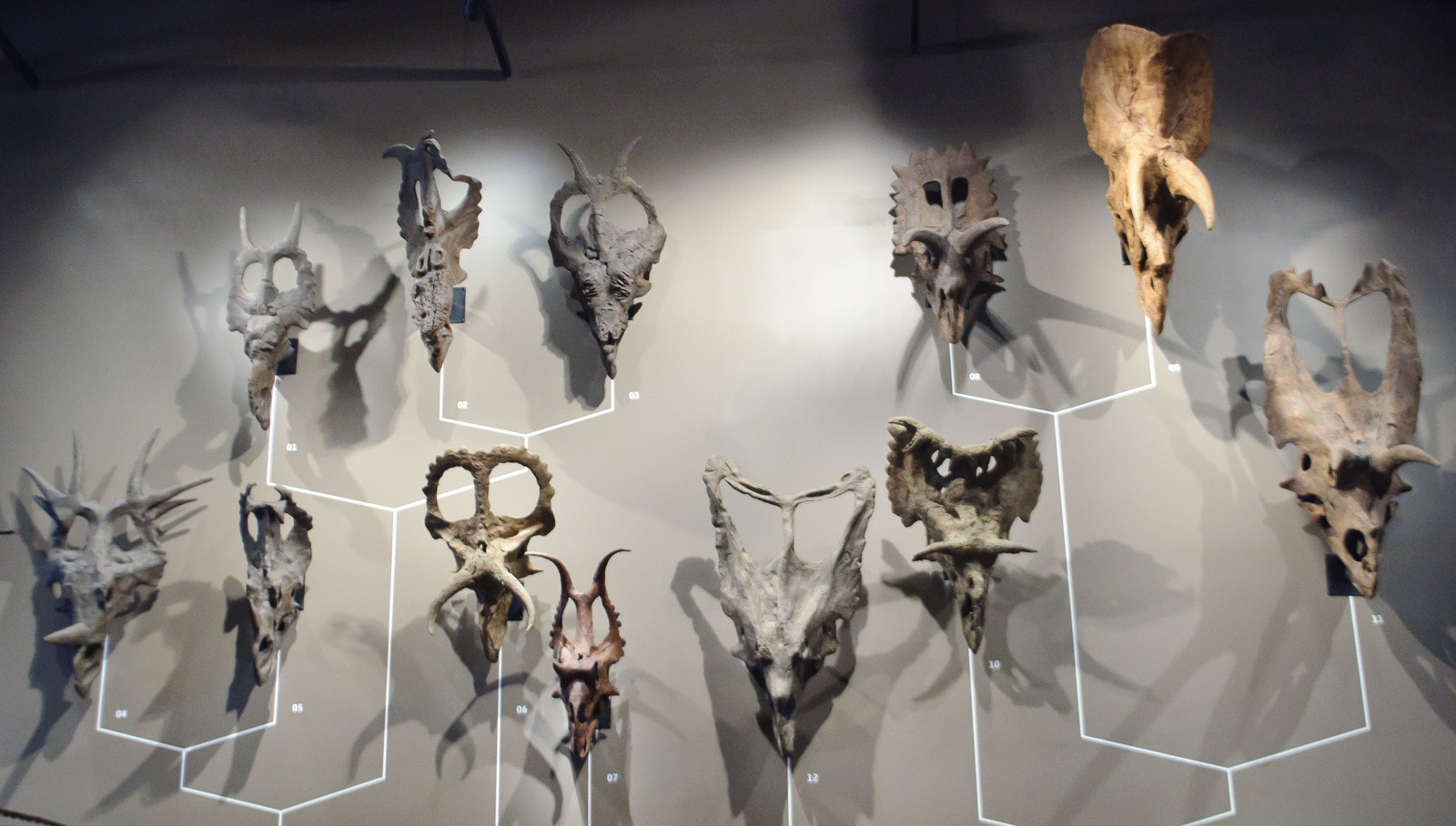
Cráneos de ceratópsidos en el Museo de Historia Natural de Utah

Según Scott D. Sampson, si los ceratópsidos poseían dimorfismo sexual, los análogos ecológicos modernos sugieren que en sus señales de apareamiento utilizarían sus cuernos y volantes. No se conoce evidencia convincente para el dimorfismo sexual en el tamaño del cuerpo o señales de apareamiento en los ceratópsidos, aunque estaba presente en el ceratópsido más primitivo Protoceratops andrewsi cuyos sexos eran distinguibles gracias al volante y el tamaño de prominencia nasal. Esto es consistente con otros grupos de tetrápodos conocidos en los que los animales medianos tienden a exhibir marcadamente más dimorfismo sexual que los más grandes. Sin embargo, si hubo rasgos sexualmente dimórficos pueden haber sido las variaciones de tejidos blandos como coloraciones o papadas que no se hubieran conservado como fósiles.

### Cavidad nasal
Darren Naish et al. (2016) examinó los orificios nasales de diversos ceratópsidos, sobre los cuales indica que son "excesivamente grandes" en comparación con los orificios nasales de la mayor parte de los reptiles vivos y extintos. Dicha característica ya había sido señalada por otros paleontólogos en varias ocasiones. Tras comparar los orificios nasales de varios ceratópsidos con los de otros arcosaurios Naish concluye que una posible explicación a estos orificios tan grandes es la presencia de sacos aéreos inflables en la región nasal similares a los que podrían haber presentado los hadrosáuridos.

## Paleoecología

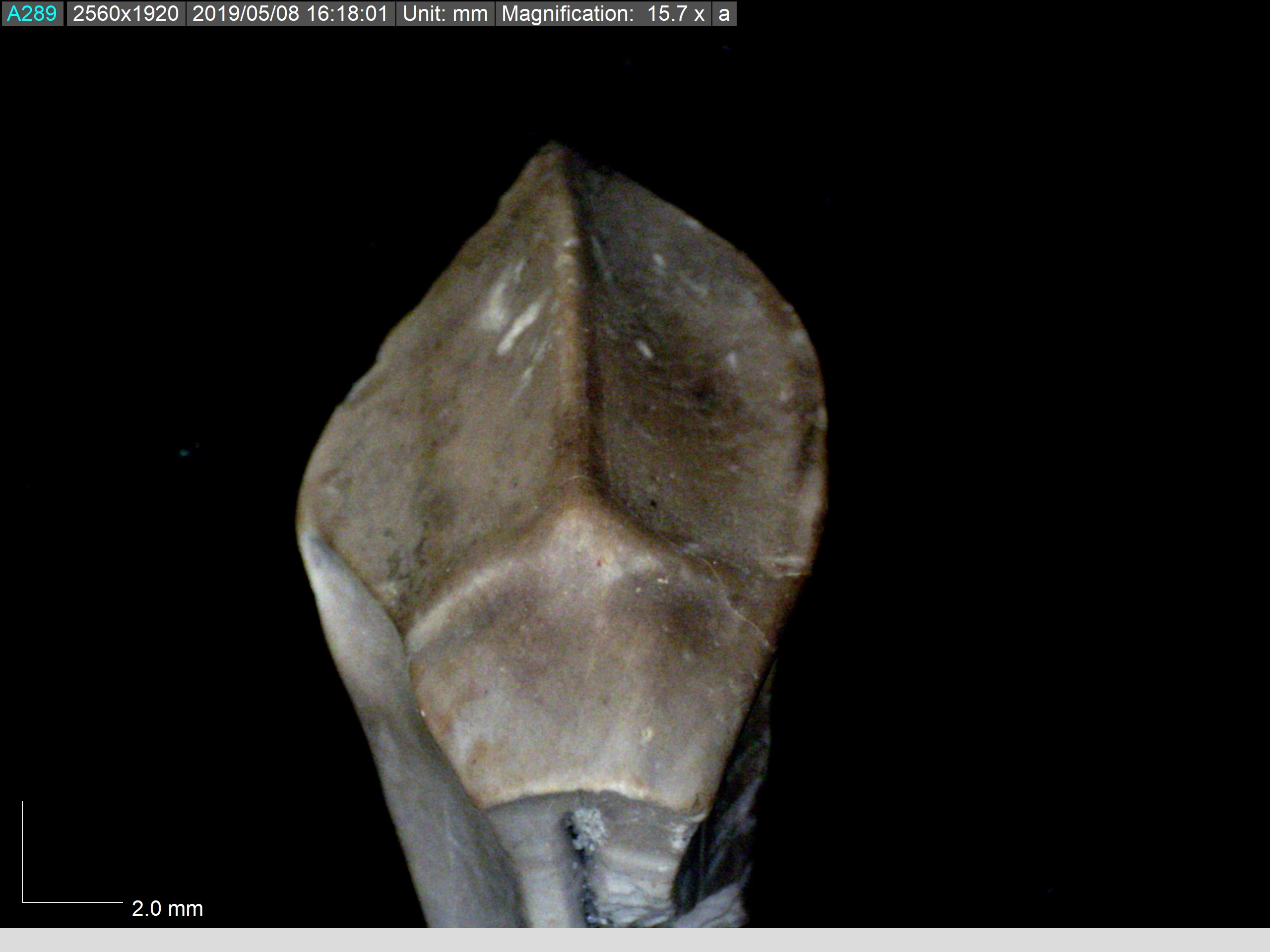
Los dientes de ceratópsidos tienen forma de hoja ancha con una cresta primaria que recorre el medio. A diferencia de la mayoría de los dientes de dinosaurios, tienen dos raíces. Museo Tyrrell.

Los principales depredadores de los ceratópsidos fueron tiranosáuridos.
Existe evidencia de una interacción agresiva entre un Triceratops y un Tyrannosaurus en forma de marcas de dientes de Tyrannosaurus parcialmente curadas en un cuerno de la frente de Triceratops y el escamosal (un hueso del volante del cuello); el cuerno mordido también se rompió, con rastros de nuevo crecimiento del hueso después de la rotura. Sin embargo, no se sabe cuál fue la naturaleza exacta de la interacción: ambos animales podrían haber sido el agresor. Puesto que las heridas del Triceratops se curaron, es muy probable que este sobreviviese al encuentro y lograra recuperarse del ataque del Tyrannosaurus. El paleontólogo Peter Dodson estima que en una batalla contra un macho adulto de Triceratops, el Triceratops tenía la ventaja y se defendería con éxito pudiendo infligir heridas fatales al Tyrannosaurus usando sus cuernos afilados.